# Główieńskie Olędry

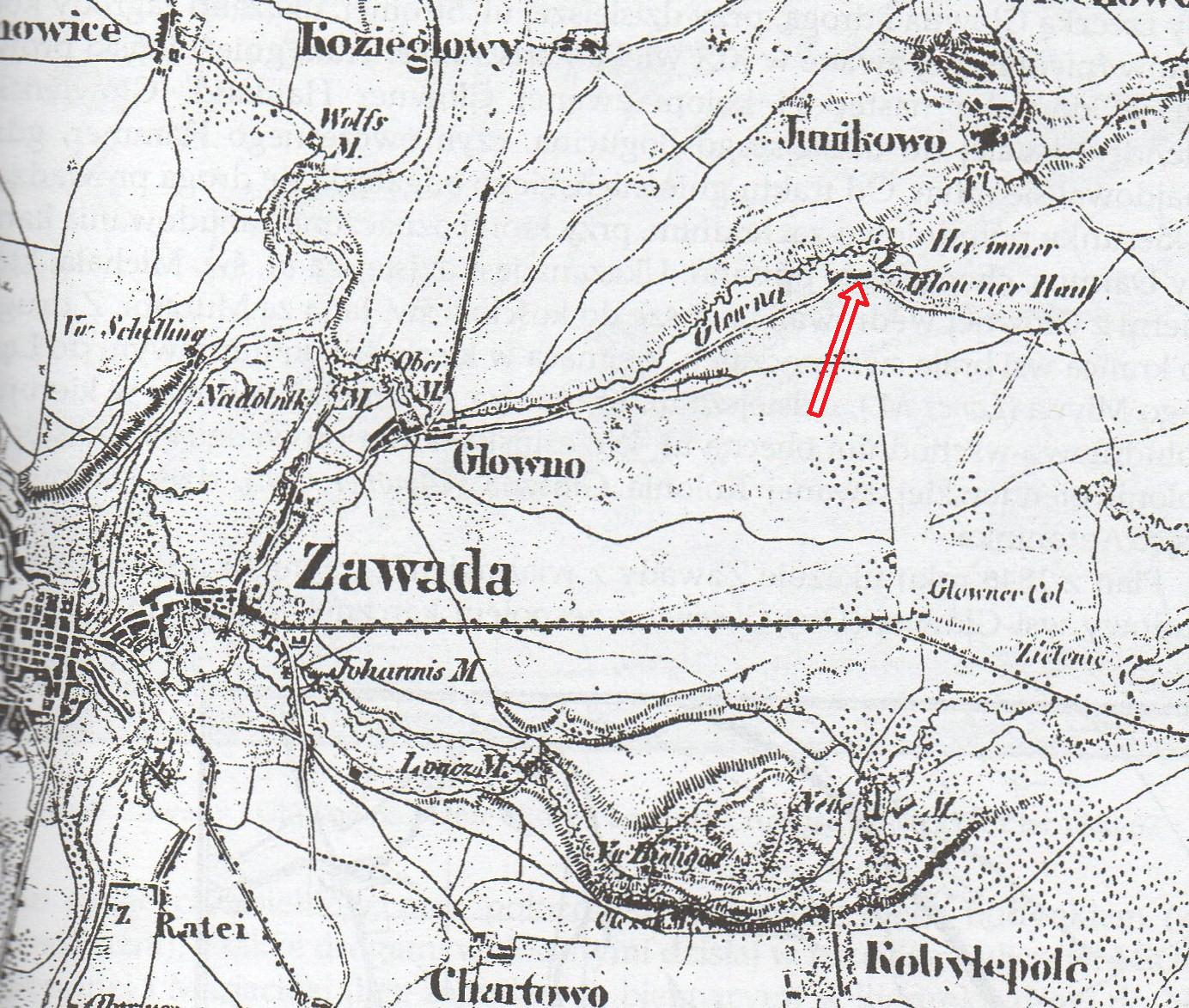
Główieńskie Olędry na mapie z 1840

Główieńskie Olędry (także: Głowieńskie Olędry lub Główna-Wygoda, w 1779: Olenderatio lub Nowa Colonia vulgo Holędry Głowińskie, czasem z dodatkiem pod Hammrem lub pod Nowym Młynem) – nieistniejąca osada olęderska zlokalizowana dawniej na terenie obecnych granic administracyjnych Poznania, nad rzeką Główną, na jej południowo-wschodnim brzegu w rejonie skrzyżowania ulic Gnieźnieńskiej i Bałtyckiej, przy trakcie do Pobiedzisk.

## Historia
Wieś o docelowej powierzchni około 33 hektarów (czterech półhub) założono w drugiej połowie XVIII wieku (zapewne około 1760) na terenach klucza poznańskiego latyfundium biskupiego. Osada powstała na terenie leśnym, a koloniści byli polskimi, katolickimi chłopami, wywodzącymi się ze wsi miejskich Poznania lub innych pobliskich osad i miasteczek. Eksperyment osadniczy nie powiódł się, w związku z czym wieś lokowano formalnie ponownie 22 lipca 1782 (faktycznie druga fala osadnictwa rozpoczęła się tu już w latach 1778-1779). Druga lokacja opiewała na 4 włóki i 7 morgów (około 70 hektarów) i częściowo pokrywała się terenowo z pierwszą. Wszyscy osadnicy pochodzili najpewniej ze wsi czynszowych Poznania, a sołtysem został Antoni Czajka z Żegrza. W obu przypadkach powodem lokacji była chęć zwiększenia dochodów stołu biskupiego.

## Układ przestrzenny
Wieś była ulicówką rozłożoną wzdłuż traktów na Swarzędz i Pobiedziska. W 1874 istniało tu siedem domów i mieszkało 101 mieszkańców (80 katolików i 21 ewangelików; trzynastu z nich było analfabetami). Na wieś składały się trzy części: właściwe Olędry, folwark Hammer i osada Darmosz. Liczbę dymów w 1790 szacuje się na dwanaście, choć szacunek ten może być zawyżony - dymów mogło być znacznie mniej, nawet cztery. Populacja wynosiła zapewne około 25 osób.
Obecnie nie pozostały po osadzie żadne ślady w terenie.